# Friedhofskapelle Neuruppin

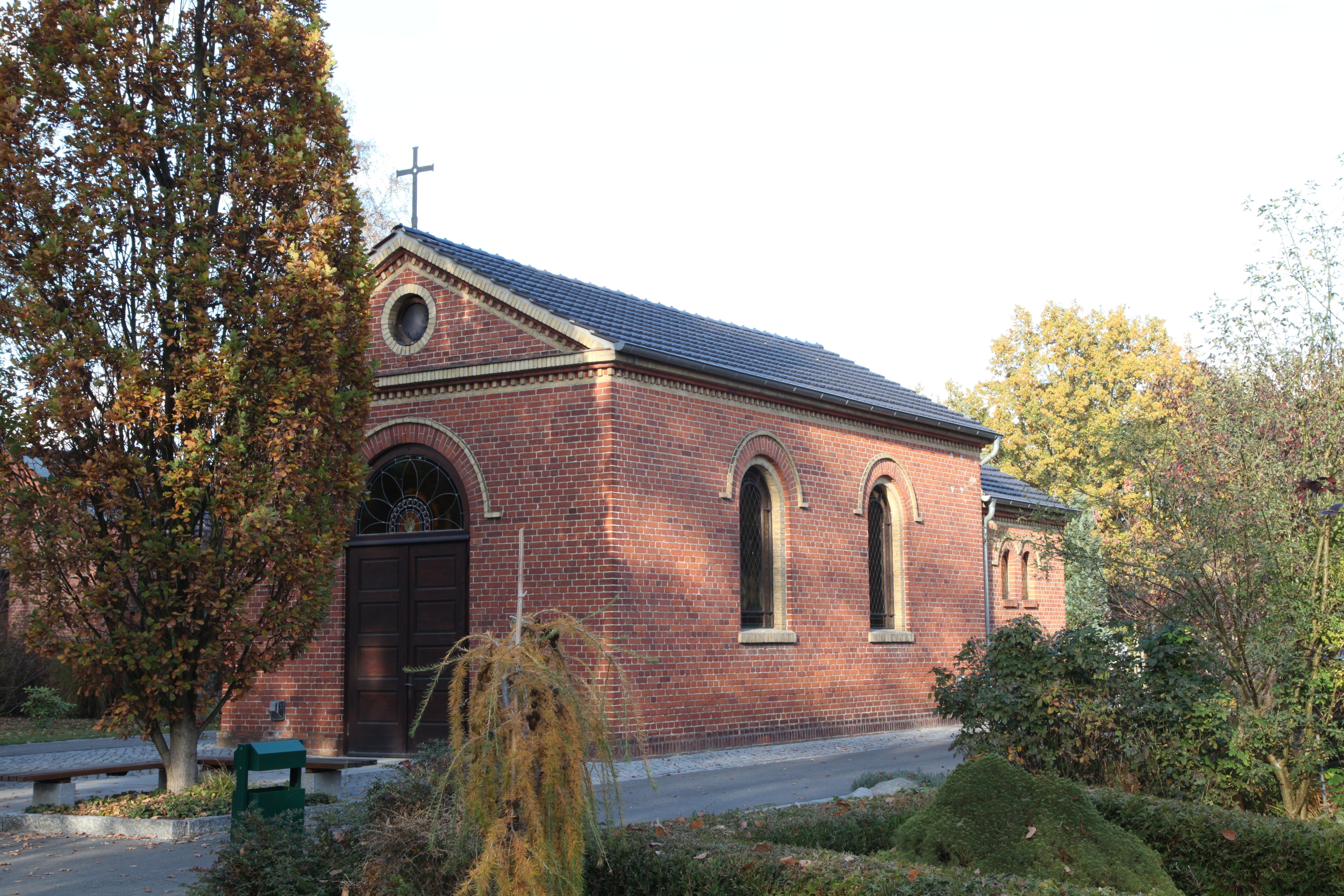
Friedhofskapelle (2012)

Die Friedhofskapelle in Neuruppin ist Teil eines Denkmalensembles auf dem Neuen Friedhof, bestehend aus der Friedhofskapelle, der Leichenhalle sowie dem Glockenturm. Infolge weitreichender Zerstörungen auf dem Friedhof durch Bombentreffer im Jahr 1945, sind Kapelle und Leichenhalle, gemeinsam mit drei Grabstätten, Teil der wenigen bedeutenden Beispiele der Friedhofskultur Neuruppins aus dem 19. Jahrhundert. In der Denkmaldatenbank des Landes Brandenburg tragen sie die (Teil-)Nummern: 09171412 (Kapelle), 09171413 (Leichenhalle) und 09171414 (Glockenturm). 

## Lage
Vom südlichen Eingang des Friedhofs an der Wittstocker Allee kommend, liegt die Kapelle direkt in der Sichtachse.

## Kapelle
Bei dem Gebäude handelt es sich um eine einfache einschiffige Backsteinkapelle mit Rundbogenfenstern und einem Rundbogenportal. Sie wurde wahrscheinlich um die Eröffnungszeit des Friedhofs (1852 eingeweiht, 1853 erste Bestattung) geschaffen. Neben dem Rot des Mauerziegels besitzt sie gelbliche Ziegelbänder als farbliche Hervorhebungen. In Massivbauweise errichtet, wird sie von einem Satteldach abgeschlossen.

## Leichenhalle
Nördlich angrenzend steht die Leichenhalle. Auch sie ist ein massiver Backsteinbau mit Satteldach, datiert jedoch ins späte 19. Jahrhundert, zwischen 1880 und 1900. Vor dem Gebäude steht eine Kopie von Bertel Thorvaldsens Christus.

## Glockenturm
Der Glockenturm an der Leichenhalle – wieder: massiv gebaut, Backstein, Satteldach – stammt aus dem Jahr 1962.

## Galerie

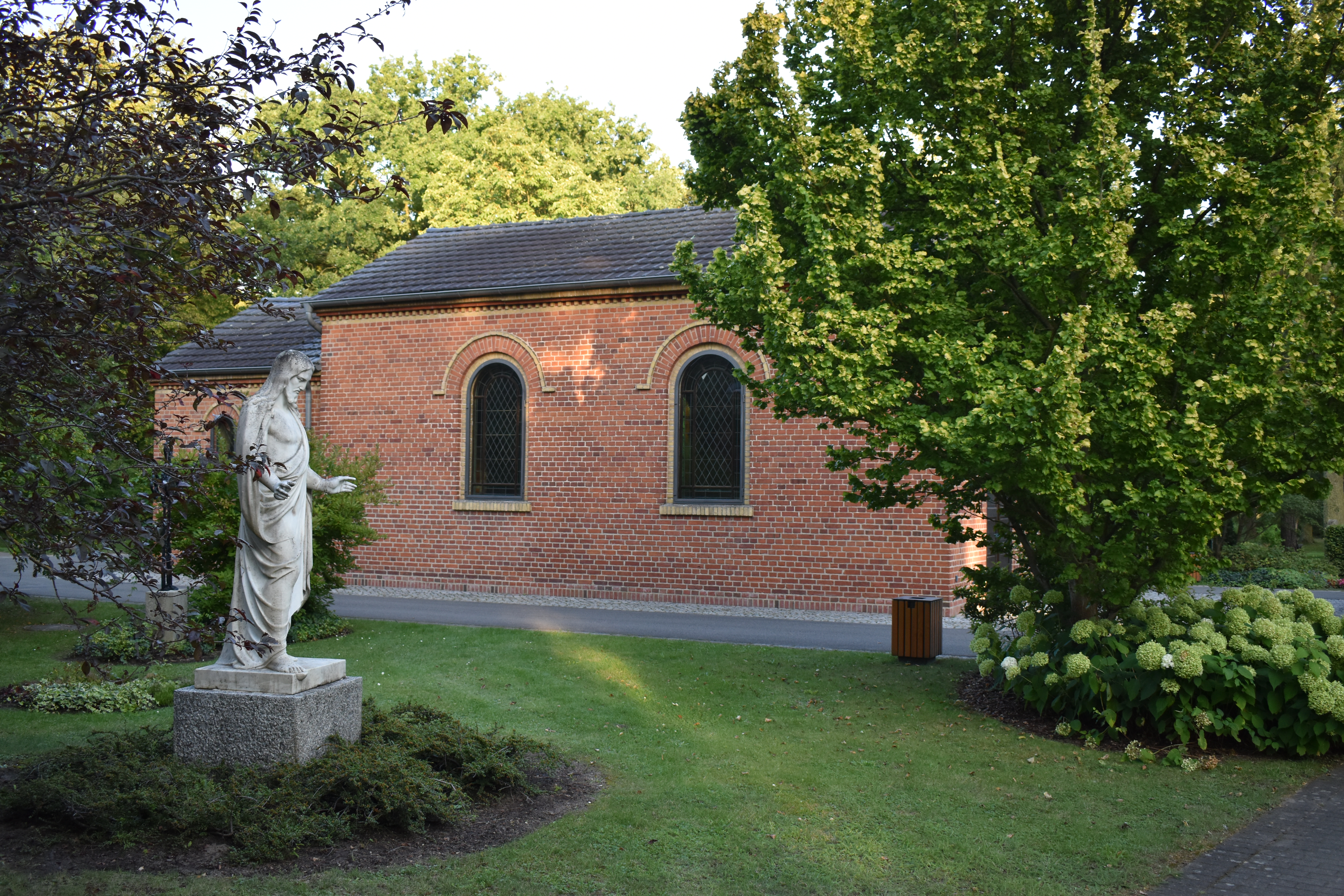
Blick von Norden auf die Kapelle; links: Kopie von Bertel Thorvaldsens Christus
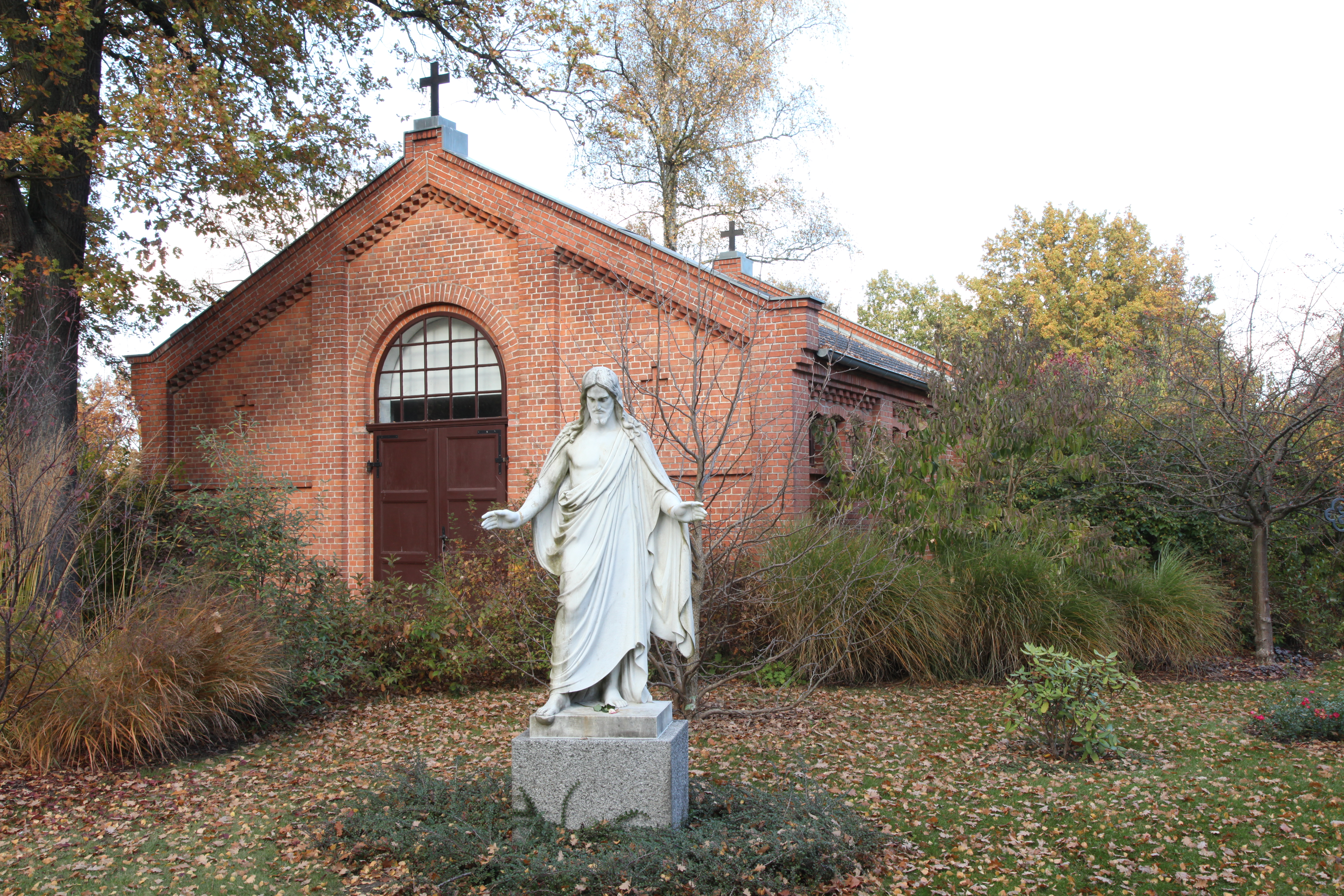
Leichenhalle (2012); Blick von Südwesten
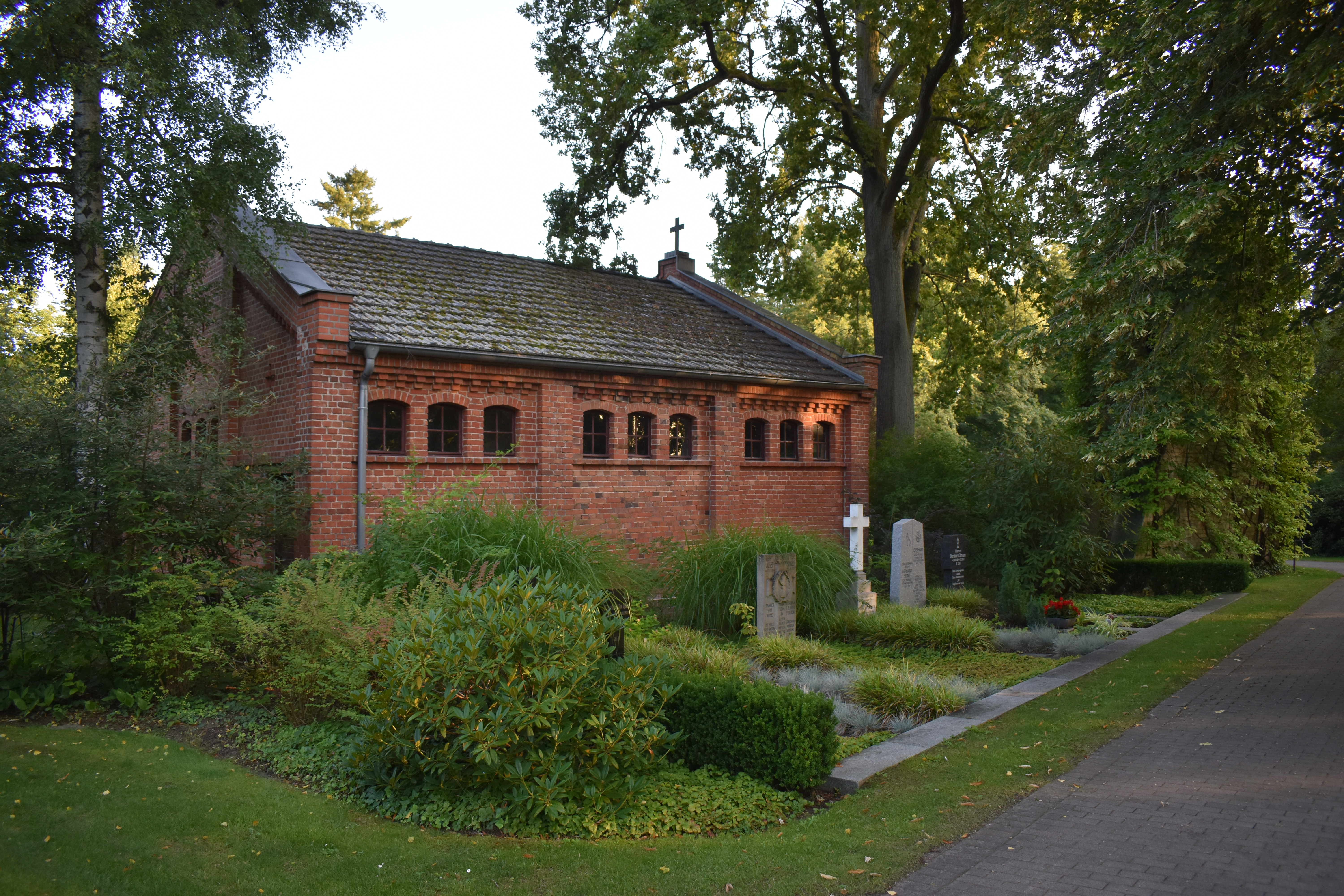
Blick von Norden auf die Leichenhalle; rechts im Bild Glockenturm, verhüllt durch Pflanzen
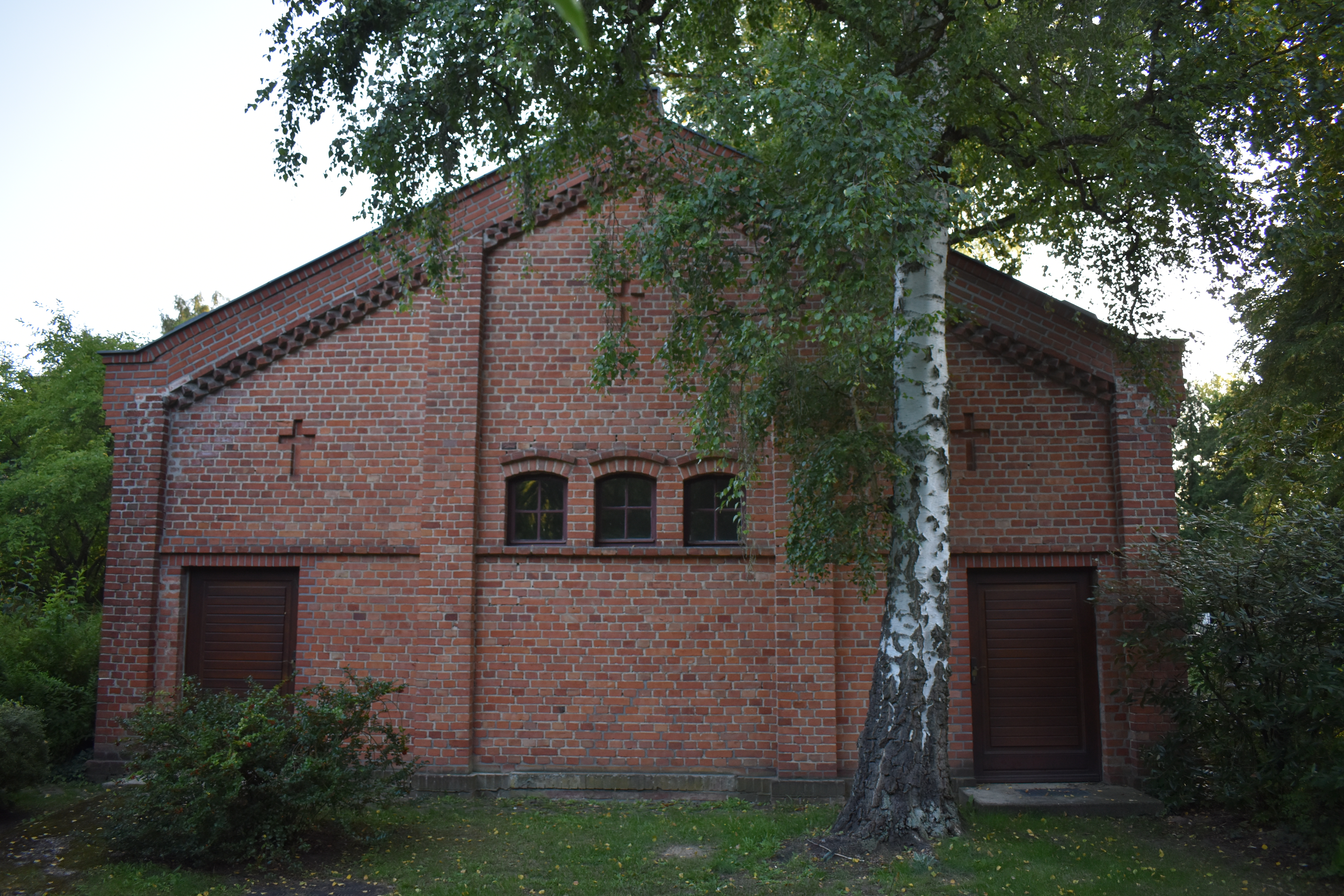
Rückseite Leichenhalle (Nordosten)
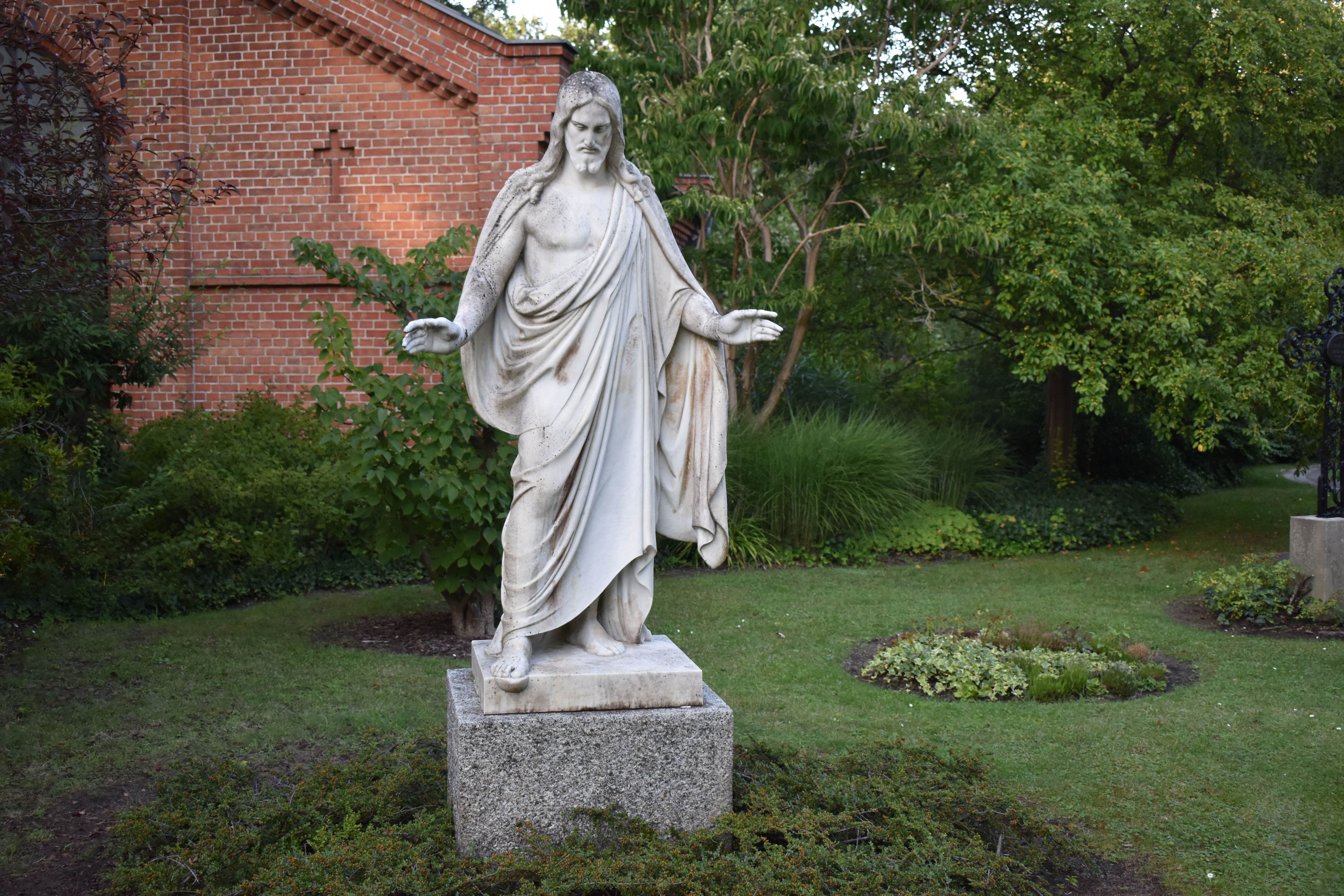
Nahaufnahme Christusstatue (2005)
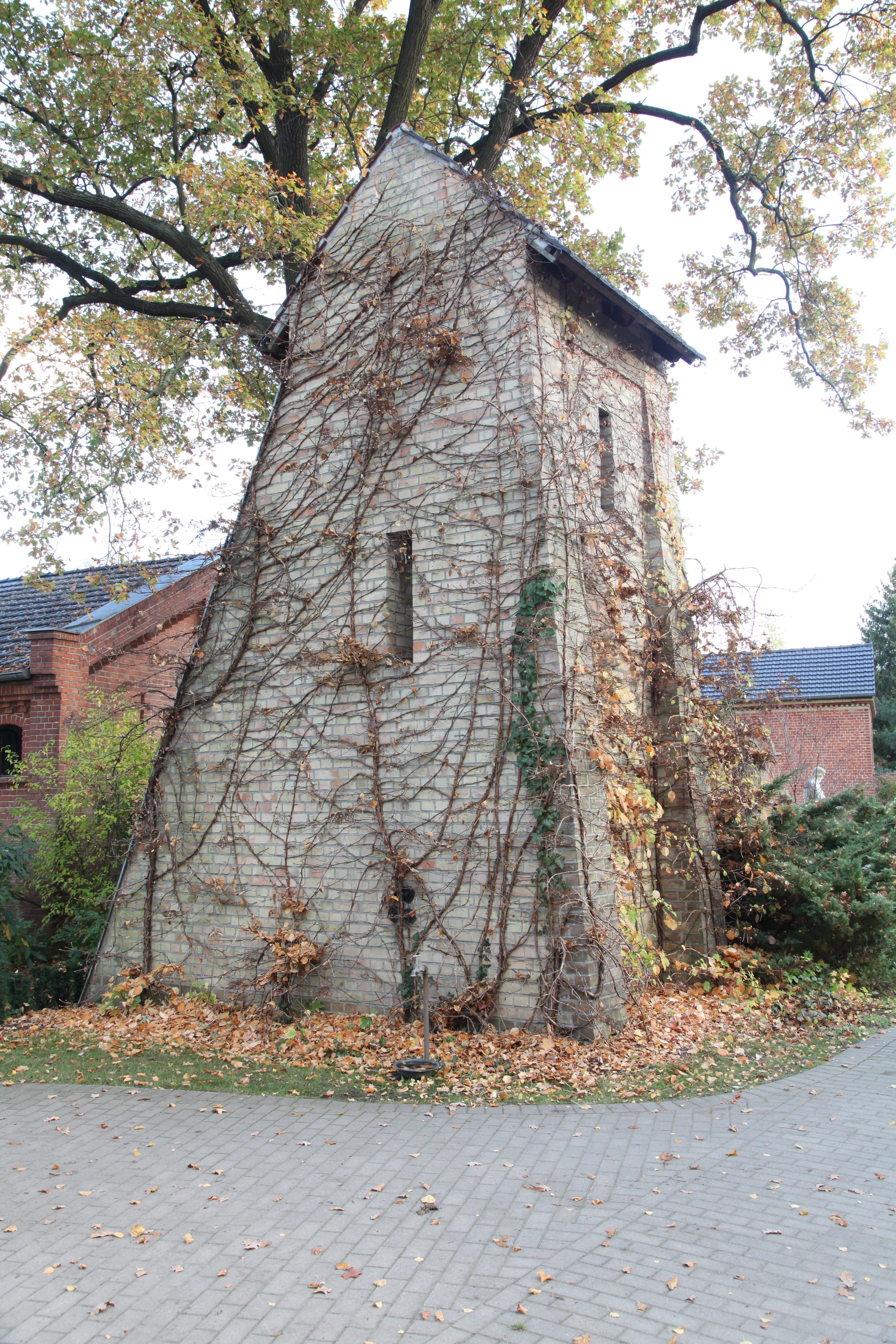
Glockenturm (2012)
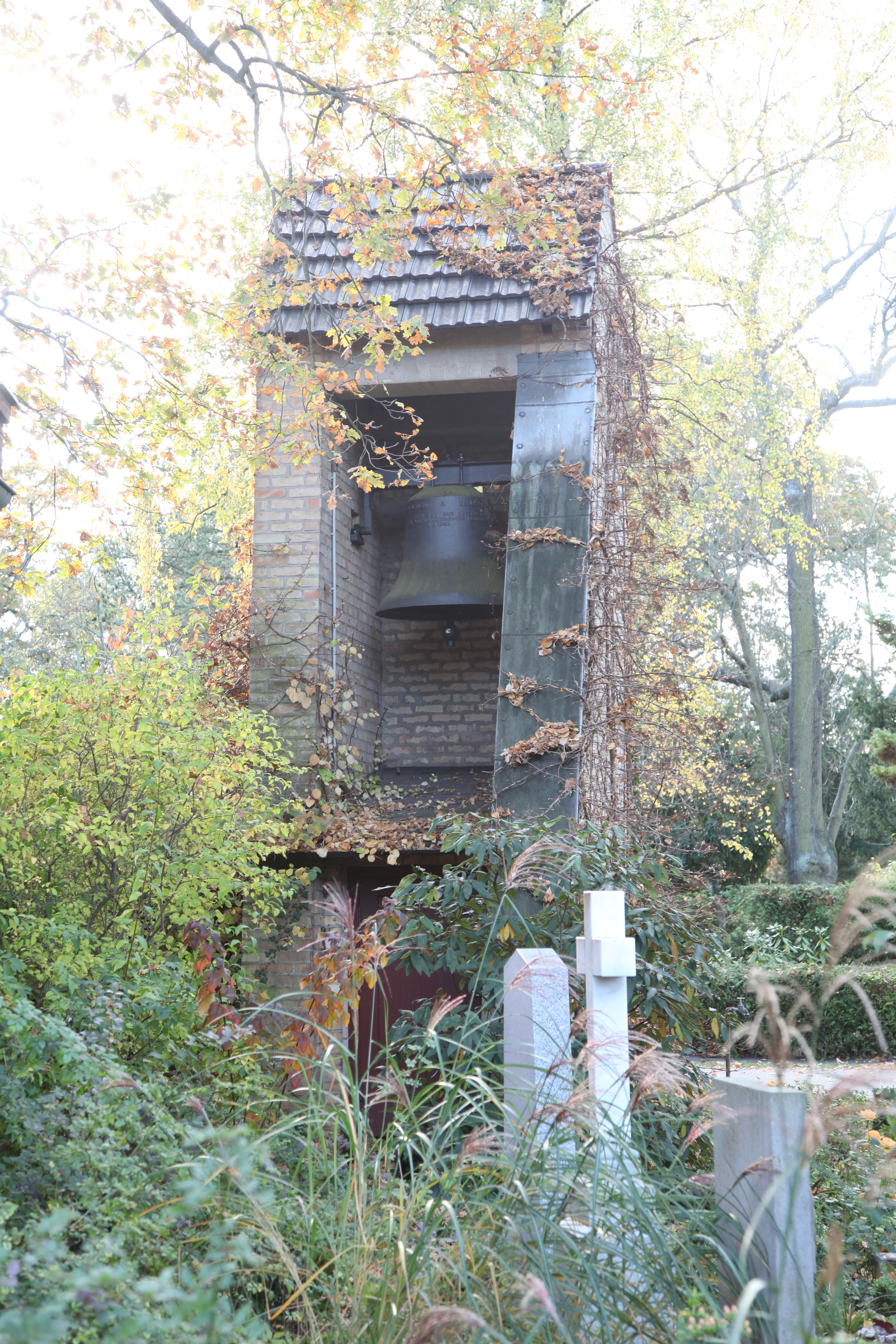
Blick auf die Glocke (2012)